# Art School Confidential
Pour plus de détails, voir Fiche technique et Distribution.
Art School Confidential est un film américain réalisé par Terry Zwigoff, sorti le 23 janvier 2006 au Festival Sundance et le 5 mai 2006 pour sa sortie nationale aux États-Unis. En France, le film est sorti directement en DVD le 7 février 2007.

## Synopsis
Jérôme veut être le plus grand artiste du XXIe siècle et va pour cela intégrer la fac d'art de Strathmor où un dangereux étrangleur sévit depuis deux mois. Désorienté par les cours Jérôme va petit à petit découvrir le monde de l'art et tout ce qu'il comporte d'hypocrite et de malsain. Bien que dégoûté il va malgré tout essayer de devenir le meilleur à tout prix. Et ce autant par orgueil personnel que pour séduire Audrey, modèle des cours de dessin dont il est fou amoureux. Pendant ce temps Jonah, flic infiltré dans le cours afin de repérer le tueur, voit son enquête prendre une tournure inattendue quand ses « œuvres » sont acclamées par la critique.

## Fiche technique
- Titre : Art School Confidential
- Réalisation : Terry Zwigoff
- Scénario : Daniel Clowes
- Production : John Malkovich, Lianne Halfon, Russel Smith et Daniel Clowes
- Musique : David Kitay et Betsy Heimann
- Photographie : Jamie Anderson
- Genre : Comédie dramatique, satyre
- Durée : 102 minutes
- Dates de sortie :
  -  23 janvier 2006 (au Festival Sundance) et le 5 mai 2006 (sortie nationale)
  -  7 février 2007 directement en DVD

## Distribution
- Max Minghella : Jérôme
- Sophia Myles : Audrey
- John Malkovich : le professeur Sandiford
- Anjelica Huston : Sophie
- Jim Broadbent : Jimmy
- Matt Keeslar : Jonah
- Ethan Suplee : Vince
- Joel Moore (V. F. : Vincent de Bouard) : Bardo
- Nick Swardson : Matthew
- Adam Scott : Marvin Bushmiller
- Ezra Buzzington : Leslie
- Katherine Moennig : Candace
- Bob Golub : Hector
- Scoot McNairy : Army-Jacket
- Michael Shamus Wiles (V. F. : Matthieu Albertini) : Donald Baumgarten
- Brendan Walsh (V. F. : Geoffrey Vigier) : Eugene
- Brian Turk (V. F. : Matthieu Albertini) : Cliffy
- Richard Bakalyan : le vieux surveillant grincheux

Source et légende : Version française (V. F.) sur RS Doublage

## Autour du film
Comme dans Ghost World, on retrouve les producteurs John Malkovich, qui joue un rôle dans le film, Russel Smith et  Lianne Halfon qui ont voulu par là marquer leur profond attachement au travail de Zwigoff et de Crumb. Toujours pour appuyer cette continuité entre ces deux films aux tons proches, l'acteur Steve Buscemi, interprète d'un des personnages principaux de Ghost World, fait une très brève apparition dans Art School Confidential.
Le film sera présenté en avant première au festival de Sundance et y recevra les acclamations de la foule et de la critique.